# ریو دلا پلاتا

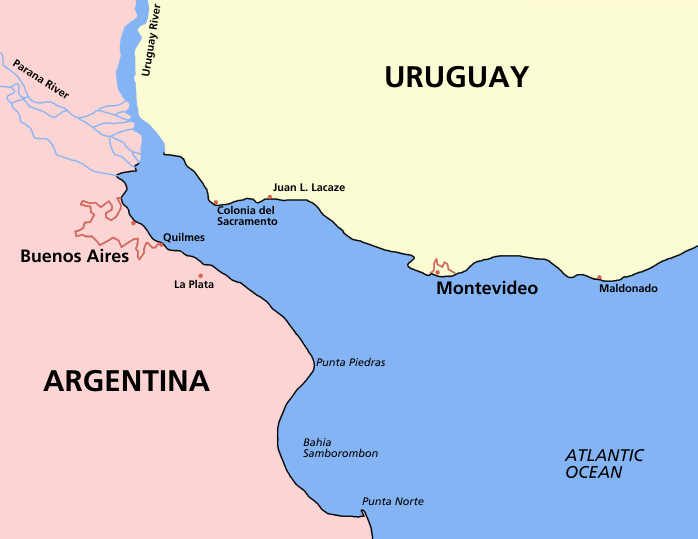

ریو دلا پلاتا (به اسپانیایی: Río de la Plata، ترجمهٔ تحت‌اللفظی:‌ رودخانهٔ نقره) دهانه‌ای است که از هم‌رسی رود اروگوئه و رود پارانا در جنوب شرقی خط ساحلی آمریکای جنوبی به وجود می‌آید. این دهانه تا ۲۹۰ کیلومتر پس از اتصال دو رود، تا اقیانوس اطلس ادامه می‌یابد و بخشی از مرز بین دو کشور اروگوئه و آرژانتین را به همراه پایتخت‌های ساحلی این دو تشکیل می‌دهد (بوئنوس آیرس در جنوب غرب و مونته ویدئو در شمال شرق). 
حوضه آبخیزی که از شاخه‌های مهم ریورپلاته به وجود می‌آید (رودهای پاراگوئه، اروگوئه و پارانا) یک پنجم کل مساحت قاره را در بر می‌گیرد که شامل کل مساحت پاراگوئه، بخش‌هایی از اروگوئه، جنوب شرق بولیوی، جنوب و مرکز برزیل و شمال آرژانتین می‌باشد.
این دهانه همچنین محل انباشت میلیون‌ها مترمکعب گل و لای می‌باشد که توسط رودها حمل می‌شود.

## نام
ریو د لاپلاتا در زبان اسپانیایی به معنای «رود نقره‌ای» می‌باشد. در کشورهای انگلیسی زبان، این دهانه با نام ریورپلاته یا ریورپلات شناخته می‌شود.

## تاریخچه
ریو دلا پلاتا برای نخستین بار در سال ۱۵۱۶، توسط خوان دیاز د سولیس مشاهده شد. این دریانورد اسپانیایی که به همراه گروهی، در پی گذرگاهی بین اقیانوس اطلس و اقیانوس آرام بودند در مکانی که امروزه بخشی از کشور اروگوئه (بخش اداری کولونیا) می‌باشد پیاده شدند. گروه توسط بومیان چارواس مورد حمله قرار گرفت. تنها، خدمه جوانی به نام فرانسیسکو دل پوئرتو از این حادثه جان سالم به در برد. وی بعدها توسط کشتی اکتشافی به فرماندهی سباستیان کابوتو به اروپا انتقال یافت.
اولین مستعمره اروپاییان در این منطقه، شهر بوئنوس آیرس بود که در فوریه ۱۵۳۶ توسط پدرو د مندوزا مشاهده شد.
در سال ۱۵۷۸ فرانسیس دریک (drake) از این منطقه دیدن کرد.

## زندگی جانوری
ریو دلا پلاتا زیستگاه گونه کمیابی از دلفین (دلفین لاپلاتا)، لاک پشت‌های دریایی و گونه‌های مختلف ماهی می‌با شد.